# Стеван Мићић
Стеван Андрија Мићић (4. април 1996) је српски рвач и репрезентативац Србије у рвању слободним стилом.

## Спортска каријера
Студент је Универзитета у Мичигену. Представљао је Сједињене Америчке Државе на Светском кадетском првенству 2013. и на Светском јуниорском првенству 2015. у Бразилу где је освојио бронзану медаљу.
Од 2018. такмичи се за земљу свог порекла, Србију. На Европском првенству 2018. у Каспијску освојио је бронзану медаљу у категорији до 57кг и тако донео Србији прву медаљу икада на Европским првенствима у рвању слободним стилом.
Освојио је бронзану медаљу на Светском првенству 2022. године одржаном у Београду.

## Приватни живот
Рођен у породици Стевана (Милоша) и Лори Мићић у Меси, Аризона, САД. Има сестре Ивану и Татијану. По деди Стевану Мићићу (1919–2014) пореклом из Амајлије, Бијељина.